# Zhen Weijie
Zhen Weijie (geboren am 16. Oktober 2003) ist ein chinesischer Skispringer.

## Werdegang
Zhen Weijie trat ab 2020 in ersten internationalen Wettbewerben unter dem Dach der Fédération Internationale de Ski im FIS Cup in Erscheinung. Im Sommer-Continental-Cup 2021 gab er am 17. Juli 2021 sein Debüt im Skisprung-Continental-Cup. Im finnischen Kuopio belegte er einen 48. sowie einen 46. Platz. Im Winter 2021/22 erzielte er in Zhangjiakou zwei Punkteplatzierungen.
Er nahm an den Olympischen Winterspielen 2022 in Peking beziehungsweise Zhangjiakou teil. Im Mannschaftsspringen der Männer von der Großschanze griff er nach seinem Sprung auf 84 Meter bei der Landung in den Schnee, weshalb sein Sprung als gestürzt bewertet wurde. Gemeinsam mit Lyu Yixin, Song Qiwu und Zhou Xiaoyang schied er als Elfter nach dem ersten Durchgang aus.